# La controfigura
Pour plus de détails, voir Fiche technique et Distribution.
La controfigura est un giallo italien réalisé par Romolo Guerrieri et sorti en 1971. Il est adapté du roman homonyme de Libero Bigiaretti publié en 1968 et traduit en français sous le nom La Contre-image.

## Fiche technique
Sauf indication contraire, les informations mentionnées dans cette section peuvent être confirmées par la base de données cinématographiques IMDb,  présente dans la section « Liens externes ».
- Titre original : La controfigura[2] (litt. « La doublure »)
- Réalisation : Romolo Guerrieri
- Scénario : Sandro Continenza, Sauro Scavolini d'après le roman La Contre-image (La controfigura) de Libero Bigiaretti publié en 1968, traduite en français en 1972[1]
- Photographie : Carlo Carlini
- Montage : Carlo Reali
- Musique : Armando Trovajoli
- Décors : Antonio Visone (it)
- Production : Gino Mordini
- Société de production : Claudia Cinematografica
- Pays de production :  Italie
- Langue de tournage : italien
- Format : Couleurs par Eastmancolor - 1,85:1 - Son mono - 35 mm
- Durée : 94 minutes (1 h 34)[2]
- Genre : Giallo
- Dates de sortie : 
  - Italie : 5 septembre 1971
  - Mexique : 19 juillet 1973
  - Espagne : 26 août 1974

## Distribution
- Jean Sorel : Giovanni
- Ewa Aulin : Lucia
- Lucia Bosè : Nora
- Silvano Tranquilli : Roger
- Marilù Tolo : La femme de Roger
- Sergio Doria : Eddie Crenan
- Antonio Pierfederici : Le professeur Bergamo
- Giacomo Rossi Stuart : Le frère de Giovanni
- Pupo De Luca (en) : Le commissaire de police
- Bruno Boschetti